# Домінік Рааб
Домінік Ренні Рааб (англ. Dominic Rennie Raab; нар. 25 лютого 1974, Бакінгемшир, Англія) — британський політик-консерватор, колишній соліситор. Заступник прем'єр-міністра Великої Британії, міністр юстиції та лорд-канцлер в урядах Бориса Джонсона та Ріші Сунака. Міністр закордонних справ, у справах Співдружности та розвитку (2019—2021)
Член парламенту з 2010 р. Парламентський заступник Міністра юстиції з питань цивільних свобод та прав людини (2015—2016).

## Біографія
Виріс у Бакінгемширі, син чеха, який приїхав до Англії 1938 р. як єврейський біженець. Вивчав право в Оксфорді, здобув ступінь магістра в Кембриджі.

## Кар'єра
Почав кар'єру як бізнес-юрист у юридичній фірмі Linklaters. Пізніше працював у Форин-офісі у період між 2000 і 2006 рр. З 2006 до 2010 р. був керівником штабу тіньового міністра внутрішніх справ Девіда Девіса і тіньового міністра з питань правосуддя Домініка Гріва.

## Приватне життя
Одружений, має двох дітей.